# Newburgh Heights
Newburgh Heights – wieś w Stanach Zjednoczonych, w stanie Ohio, w hrabstwie Cuyahoga.